# Neocrex
Neocrex is een geslacht van vogels uit de familie Rallen, koeten en waterhoentjes (Rallidae). Volgens onderzoek gepubliceerd tussen 2014 en 2023 is een indeling van de soorten in het geslacht Mustelirallus fylogenetisch beter verdedigbaar.

## Soorten
- Colombiaans roodsnavelhoen (Mustelirallus colombianus synoniem: Neocrex colombiana)
- Roodsnavelhoen (Mustelirallus erythrops synoniem: Neocrex erythrops)